# Leulinghen-Bernes
Leulinghen-Bernes è un comune francese di 417 abitanti situato nel dipartimento del Passo di Calais nella regione dell'Alta Francia.

## Società

### Evoluzione demografica
Abitanti censiti